# Тумани часу
Тумани часу (італ. Nelle nebbie del tempo) — другий фантастичний роман італійського письменника Ланфранко Фабріані (італ. Lanfranco Fabriani), який був опублікований у 2005 р. Перша частина серії пригод агента Маріані вийшла під назвою «Провулками часу».  Роман нагороджено премією «Уранія» (італ. Premio Urania) 2004 року.

## Стислий сюжет
У романі продовжуються захопливі та фантастичні пригоди агента, який є директором італійського хронотемпорального центрального управління (UCCI) Маріані.

## Видання
- Lanfranco Fabriani, Nelle nebbie del tempo, Urania n° 1504, Arnoldo Mondadori Editore, 2005.

## Нагороди
- 2004 р. - премія Уранія (італ. Premio Urania)